# Georges Lipietz
Pour les articles homonymes, voir Lipietz.
Georges Lipietz, né le 22 juillet 1922 à Dantzig et mort le 18 avril 2003 à Vaucresson, est un ingénieur civil français, diplômé de l’École des mines de Paris (promotion 1942).

## Biographie
Fils d’un bâtonnier de Varsovie et d'ascendance maternelle juive, Georges Lipietz vit la majeure partie de son enfance avec son beau-père. La famille émigra en France dans les années 1920 pour fuir l’antisémitisme du régime polonais de l’époque. Il obtient son baccalauréat à la session de 1940. Les lois antisémites du régime de Vichy lui interdisant de se présenter au concours de l'École polytechnique, il entre à l’École des mines.
Dénoncé et arrêté pour ses origines juives en mai 1944 à Pau avec son demi-frère, son beau-père et sa mère, il est remis à la SNCF à Toulouse, transporté pendant une trentaine d’heures dans des wagons à bestiaux puis interné au camp de Drancy. Il échappe de peu à la déportation, du fait de la libération du camp le 18 août 1944. En effet, il doit partir par le dernier train pour l’Allemagne, mais un cheminot conseille aux nazis d’emporter plutôt les œuvres d’art.
Georges Lipietz est naturalisé français en 1944.

Il a lui-même rédigé un texte destiné à son faire-part de décès : 

« Miraculeusement rescapé des griffes des gangsters SS, il n’a jamais oublié les centaines de petits enfants qu’il a vu[s] partir vers une mort atroce. Il n’a jamais pardonné à leurs bourreaux nazis, ni surtout à leurs ignobles complices de Vichy, dont le zèle a permis l’accomplissement de tels forfaits. »

### Famille
Georges Lipietz a trois enfants avec son épouse Colette, née Geuinlé :
- Alain, né en 1947, économiste, homme politique (Europe Écologie Les Verts) ;
- Catherine, née en 1950, médecin neurologue ;
- Hélène, née en 1958, avocate, femme politique, sénatrice Europe Écologie Les Verts.

## Procès contre l’État et la SNCF
Georges Lipietz est l’initiateur, en septembre 2001, du procès intenté avec son frère Guy S. contre la SNCF et l’État français pour leur rôle dans leur internement et transfert à Drancy. Le Conseil d’État, renversant sa jurisprudence antérieure, venait en effet de reconnaître (arrêts Pelletier et Papon) la responsabilité quasi-délictuelle de l’État pour les fautes commises par l’État vichyste de 1940 à 1944.
Après le décès de Georges Lipietz, Colette Lipietz, sa veuve, Alain, Catherine et Hélène Lipietz, ses enfants, reprennent, aux côtés de Guy S., son action devant le tribunal administratif de Toulouse contre l’État et la SNCF, accusés de complicité de crime contre l'humanité. Cette action est critiquée notamment par Louis Gallois, le PDG de la SNCF.
En juin 2006, le tribunal administratif de Toulouse condamne l’État et la SNCF, en raison de leur responsabilité respective dans les faits incriminés, à verser respectivement 10 000 et 5 000 € à chacune des victimes (Georges, Guy et leurs parents) au titre des dommages, avec intérêts.
En août 2006, plusieurs centaines de familles décident d’attaquer la SNCF sur la base de cette jurisprudence,.
La SNCF faisant appel du jugement de Toulouse, la Cour administrative d’appel de Bordeaux rend le 27 mars 2007 une décision selon laquelle la SNCF ne peut être regardée comme ayant assuré, dans l’affaire en question, l’exécution d’un service public administratif,. Selon la Cour, il en résulte que la justice administrative n’est pas compétente pour connaître de cette affaire, relevant a contrario des juridictions de l’ordre judiciaire. Devant un tel revirement, les demandeurs annoncent aller en cassation devant le Conseil d’État. L’État, n’ayant pas fait appel, est quant à lui définitivement condamné. Par un arrêt du 21 décembre 2007, le Conseil d’État rejette le recours en cassation.